# São Pedro da Aldeia
São Pedro da Aldeia è un comune del Brasile nello Stato di Rio de Janeiro, parte della mesoregione delle Baixadas Litorâneas e della microregione di Lagos.
Dal 1995 ha perso l'abitato di Iguaba Grande che si è costituito come comune a sé.
Sul suo territorio si trova la base aeronavale di São Pedro da Aldeia, unica nel suo genere in tutto il Brasile.